# 伊萊達 (新墨西哥州)
伊萊達（英語：Elida）是一個位於美國新墨西哥州羅斯福縣的城鎮。

## 人口
根據2020年美國人口普查的數據，伊萊達的面積為2.65平方千米，皆為陸地。當地共有人口166人，而人口密度為每平方千米63人。